# Johan Heliot

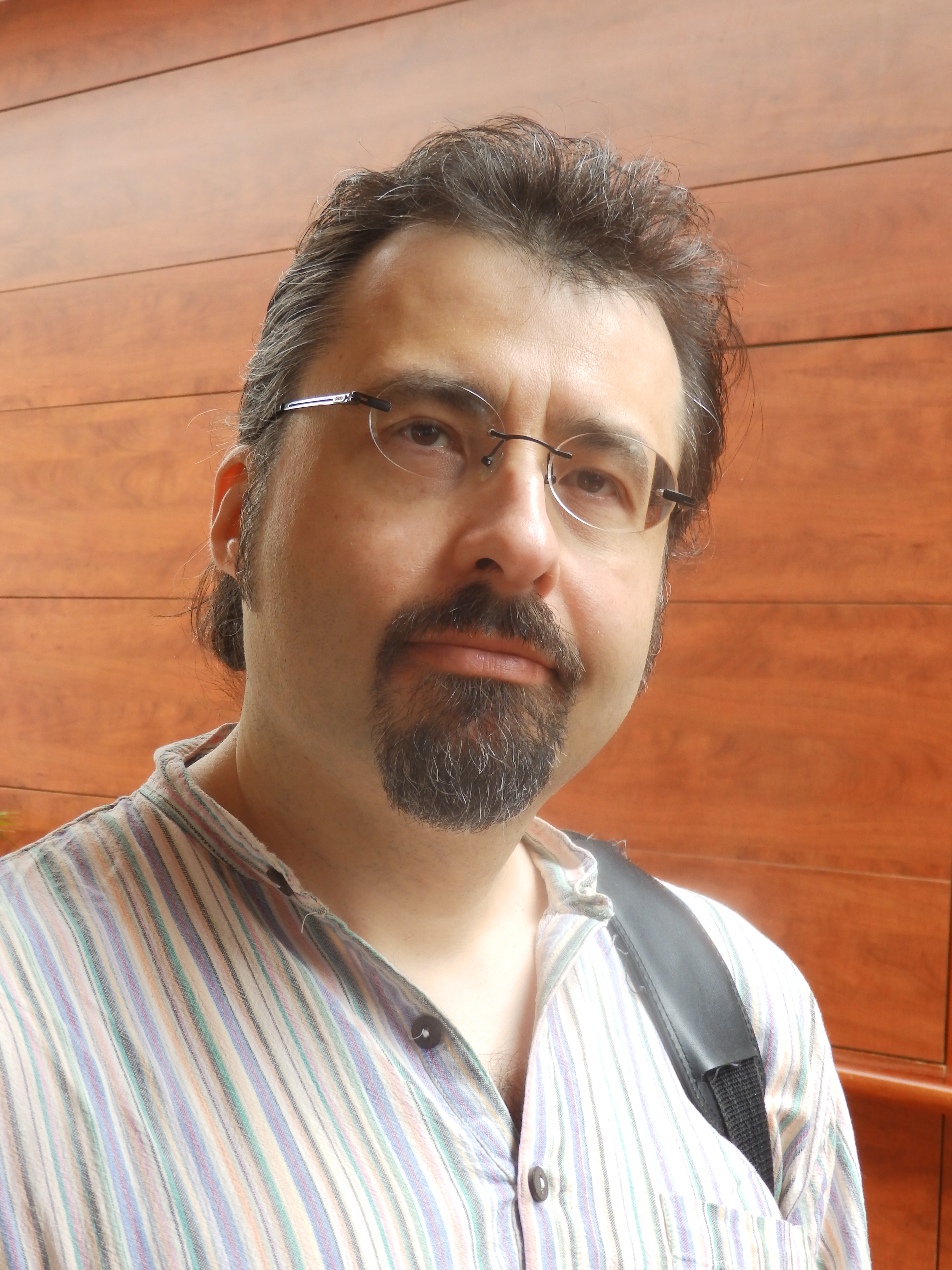
Johan Heliot (2016)

Johan Heliot (eigentlich Stéphane Boillot-Cousin; geboren am 23. August 1970 in Besançon, Département Doubs) ist ein französischer Schriftsteller. Sein Erstlingsroman La Lune seule le sait wurde 2001 mit dem renommierten Prix Rosny aîné ausgezeichnet.
Heliot begann Mitte der 1990er Jahre zunächst unter seinem wirklichen Namen Stéphane Boillot Gedichte und Erzählungen zu veröffentlichen. Ab 1999 verwendete er dann fast durchgängig das Pseudonym Johan Heliot. Neben diesem gebrauchte er auch die Pseudonyme Edgar Delaist und George Profonde. In Zusammenarbeit mit Xavier Mauméjean verwendet er die Gemeinschaftspseudonyme Wayne Barrow und Luc Dutour. 

## Auszeichnungen
- 2001 Prix Rosny aîné für den Roman  La Lune seule le sait
- 2003 Prix Masterton für den Roman Pandémonium
- 2004 Prix Bob Morane für die Erzählung Obsidio
- 2005 Prix Bob Morane für den Roman La Lune n’est pas pour nous

## Bibliografie

### Serien
Die Serien sind nach dem Erscheinungsjahr des ersten Teils geordnet.
La Trilogie de la Lune
- 1 La Lune seule le sait (2000)
- 2 La Lune n’est pas pour nous (2005)
- 3 La Lune vous salue bien ! (2007)
- La trilogie de la Lune (2016)

Faerie Hackers
- 1 Faerie Hackers (2003)
- 2 Faerie Thriller (2005)

Le Bouclier du Temps (Jugendserie, mit Xavier Mauméjean)
- 1 Le Messager de l’Olympe (2006)
- 2 Sachem America (2006)
- 3 La Marque du dragon (2007)
- 4 Samouraï City (2007)

La Quête d’Espérance
- 1 Izaïn, né du désert (2009)
- 2 Les Pirates de fer (2010)
- 3 L’archipel céleste (2010)

Nada Solstice (Jugendserie)
- 1 L’avaleur de talents (2010)
- 2La belle absente (2011)

Les aventures d’Alexia Dumas (Jugendserie)
- Flibustière ! (2012)
- Forban ! (2013)

CIEL (Jugendserie)
- 1 L’Hiver des machines (2014)
- 2 Le Printemps de l’espoir (2015)
- 3 L’Été de la révolte (2015)
- 4 L’Automne du renouveau (2016)

Enigma (Jugendserie)
- Prédictions (2014)
- Connexions (2015)
- Machinations (2015)

Les Substituts (Jugendserie)
- Les Substituts (2014)
- Les Substituts – Tome 2 (2015)

Grand Siècle
- L’Académie de l’éther (2017)
- L’Envol du soleil (2018)

L'Imparfé
- 1 Le Royaume qui perdait ses couleurs (2019)

### Einzelveröffentlichungen
Einzelromane
- Reconquérants (2001)
- Pandemonium (2002)
- La Harpe des étoiles (2003)
- Les Maux blancs (2003)
- Obsidio (2004)
- Führer Prime Time (2005)
- Bloodsilver (2006, mit Xavier Mauméjean als Wayne Barrow)
- La Couleur de la faim (2006)
- Question de mort (2007)
- Les Fantômes du cyberspace (2008)
- Passé censuré (2008)
- Les Fils de l’air (2009)
- Ordre Noir (2010)
- La guerre des mondes n’aura pas lieu (2010)
- Section des Statistiques (2010, mit Xavier Mauméjean als Luc Dutour)
- Françatome : Aujourd’hui l’atome, demain l’espace (2013)
- Un an dans les airs, voyage extraordinaire dans la cité volante (2013, mit Raphaël Albert, Jeanne-A Debats und Raphaël Granier de Cassagnac)
- Involution (2014)
- Les Sous-vivants (2016)
- Frankenstein 1918 (2018)
- Bonaventure. Comment je suis devenu un super agent discret (2019)
- La Conquête de la sphère (2019)

Jugendromane
- Opération Nemo (2004)
- Alter Jeremy (2005)
- Destination l’an mil (2006)
- Ados sous contrôle (2007)
  - Deutsch: Kaltgestellt : Kontrolle wider Willen. Übersetzt von Maren Partzsch. Terzio, München 2008, ISBN 978-3-89835-883-5.
- La Légion écarlate (2007)
- Les Vagabonds de l’Entremonde (2007)
- Terre de tempête (2008)
- Secret ADN (2008)
- Steppe Rouge (2009)
- Dans la peau d’une autre (2012)
- Dans tes rêves (2013)
- Les Amants du génome (2016)
- Le Fer au coeur (2017)

Sammlung
- Johan Heliot vous présente ses hommages (2013)

Anthologie (als Herausgeber)
- La Machine à remonter les rêves (2006, mit Richard Comballot)

### Erzählungen und Kurzgeschichten
- Angles z'ou vers (1994, Gedichte, als Stéphane Boillot)
- Liaison (1994, als Stéphane Boillot)
- Heureux ! (1995, als Stéphane Boillot)
- Jok (1996, als Stéphane Boillot)
- Frères de larme (1999)
- Toute la malice de l’univers (1999)
- Tu n’oublieras point (1999)
- La Peau du monde (2000)
- Le Petit éveil (2000)
- Vermeil, vermeil (2000)
- Aucun père si dévoué (2001)
- Des clous dans les yeux de la nuit (2001)
- Ego Mnemosis (2002)
- L’Affaire des salaces enluminures du Petit Peuple lubrique (2002)
- Le Maton des Magiciens (2002)
- Le Rêve d’Amerigo Vespucci (2002)
- Le Rêve d’Amérigo Vespucci (2002)
- Monsieur Mouche et la Grande Demoiselle (2002)
- Saigne nuit (2002)
- Sisyphe endormi (2002)
- Trouver son coeur et tuer la bête (2002)
- Trouver son cœur et tuer la bête (2002)
- A la Bastille, gabba gabba Hey ! (2003)
- Faërie Boots (2003)
- Le Robot du devoir (2003)
- Opération Münchhausen (2003)
- Retour aux sources (2003)
- À la Bastille, gabba gabba hey ! (2003)
- Baphomet au beau fixe (2004)
- Idylle du temps des ombres (2004)
- La Nuit du Grand Duc (2004)
- La Retraite du magicien (2004)
- Meeting Fante (2004)
- Paris avant l’orage (2004)
- Poste-mortem (2004)
- La Véritable toute première affaire (2005)
- La Musique des âmes (2006)
- La Ruée vers l’os (2006)
- Le Goût de l’Amour (2006)
- Toute la force de leur amour (2006)
- Un coup de dés jamais... (2006)
- Vous rêvez trop de Fantômas (2006)
- Vous rêvez trop de Fantômas (Fantômas 1970) (2006)
- Appel urgent (2007)
- L’Échange (2007)
- Le Souffle du destin (2007)
- Toujours plus, toujours ! (2007)
- Un contrôle de Noël (2007)
- Fin de vacances à Boggeyville (2008)
- Happy Birthday, Ground zero ! (2008)
- La Chose dans la glace (2008)
- La Dernière valse de Philip K. (2008)
- Pax Bonapartia (2008)
- Au plus élevé trône du monde (2009)
- L’Huile et le feu (2009)
- Grise Neige (2013)
- Une étude au rouge (2013)
- Dans la brume mécanique (2014)
- L’Ami qu’il te faut (2019)